# Emil Andrae
Emil Andrae (Västervik, Suecia, 23 de febrero de 2002) es un jugador profesional sueco de hockey sobre hielo que se desempeña en la posición de defensor izquierdo en Philadelphia Flyers, equipo de la National Hockey League (NHL).

## Carrera
Fue seleccionado en la segunda ronda en la NHL Entry Draft de 2020. En 2023 hizo su debut profesional con el equipo Philadelphia Flyers, donde lleva jugando una temporada.